# 骨のフッ素症
骨のフッ素症（こつのフッそしょう、Skeletal fluorosis）は、フッ素の化合物（フッ化物）の過剰摂取により生じる、骨の疾病である。関節に痛みが生じ、骨や関節が硬化・変形する等の症状が現れる。基本的に治療法はない。飲用水等を通してフッ素を過剰に摂取したことにより生じる。インドでは掘り井戸からの水に含まれるフッ化物により骨のフッ素症が生じている。
フッ素症の原因は、産業労働者によるフッ素の粉塵やガスの吸入、（中国ではよくある）屋内燃料である石炭の利用、飲料水からのフッ化物の摂取、お茶からのフッ素の摂取である。

## 地域
フッ素症の最も蔓延している国はインドと中国である。国際連合児童基金（UNICEF）は「最低でも25の国々にまたがる風土病である。地上における有病数は不明であるが、控えめに評価して1千万と推定される」と報告している。
世界保健機関は、中国には270万人が骨のフッ素症の症状を有していると推測している。また骨のフッ素症は、インドの32州のうちの17州において風土病に指定され、暴露人口6千6百万人のうち6百万人が重症であると推定されている。
科学的調査によれば、中国とインドにおける骨のフッ素症は、水中のフッ化物濃度が1ppm以上である地域に生じており、0.7ppmの地域では生じていない。

フッ素症の発生頻度はフッ化物の総摂取量に関連している。飲料水からのフッ化物の摂取は、水中フッ化物濃度と年間飲料水摂取量の積であらわされる。また年間飲料水摂取量は地域の平均気温と関連している。

## 各国のフッ化物規制
中国政府は現在1ppmのフッ化物を含む全ての水を、骨のフッ素症の暴露要因であると考えている。
アメリカ合衆国では、水道水フッ化物添加として意図的に1ppmのフッ化物を含む水を供給している。またアメリカ合衆国における最大汚染濃度は、米国環境保護庁により4ppmと定められている。ただし、今日、アメリカの一般家庭では上水道といえどもシャワー、洗い物、芝への散水などに主に使われるイメージで、飲食用には一般的にウォーターサーバーや市販のペットボトル水の比重が大きくなっていることに注意する必要がある。米国環境保護庁の基準によれば水道水は飲むことは出来るとされるが、フッ素に限らない話として、基準を満たさず安全性に疑問が持たれる場合も多い。
日本では水道水の水質基準は水道法第4条に定められており、フッ素及びその化合物は0.8mg/L以下とされている。

## 骨のフッ素症のフェーズ
| 骨硬化症フェーズ              | 灰密度 (mgF/kg) | 症状、兆候                                                                                |
| ----------------------------- | --------------- | ----------------------------------------------------------------------------------------- |
| 正常骨                        | 500 - 1,000     | 正常                                                                                      |
| 発症前フェーズ                | 3,500 - 5,500   | 無症候；わずかなX線写真状の変化 - 骨量の増加                                              |
| 臨床フェーズ I                | 6,000 - 7,000   | 散発的な痛み；関節の硬直；骨盤と脊柱の骨硬化                                              |
| 臨床フェーズ II               | 7,500 - 9,000   | 慢性的な関節痛；関節炎症状；靭帯のわずかな石灰化； 骨硬化症と海綿骨の増加；長骨の骨粗鬆症 |
| 臨床フェーズIII：重症フッ素症 | 8,400           | 関節運動の制限；脊椎の靭帯の石灰化；脊椎と関節の変形；筋消耗；神経学的欠陥／脊髄の圧迫    |

## 関連書籍
U.S.P.H.S. Review of Fluoride, Benefits and Risks, 1991 - adapted from: Smith & Hodge, 1979; Franke et al., 1975; Schlegal, 1974
Comment about the EPA level being bumped up: http://rense.com/health/fluoride1.htm